# Ричланд (Вашингтон)
Ричланд (енгл. Richland) град је у америчкој савезној држави Вашингтон. По попису становништва из 2010. у њему је живело 48.058 становника.

## Демографија
Према попису становништва из 2010. у граду је живело 48.058 становника, што је 9.350 (24,2%) становника више него 2000. године.
| Група             | 2000.          | 2010.          |
| Белци             | 33.746 (87,2%) | 39.886 (83,0%) |
| Афроамериканци    | 530 (1,4%)     | 672 (1,4%)     |
| Азијати           | 1.571 (4,1%)   | 2.273 (4,7%)   |
| Хиспаноамериканци | 1.826 (4,7%)   | 3.728 (7,8%)   |
| Укупно            | 38.708         | 48.058         |

## Познати људи из Ричланда
- Нејт Мендел - басиста Фу фајтерса, завршио је средњу школу Ханфорд у Ричланду, генерација 1987.